# Hyla
Hyla – rodzaj płazów bezogonowych z podrodziny Hylinae w rodzinie rzekotkowatych (Hylidae).

## Zasięg występowania
Rodzaj obejmuje gatunki występujące w Eurazji na południe od Morza Bałtyckiego na wschód z przerwą między wschodnią Rosją a krainą orientalną od północno-wschodnich Indii do Wietnamu, Chin i wyspy Hajnan; Sardynia i Korsyka, skrajnie północna Afryka od Maroka po Tunezję; północno-wschodni Egipt, Turcja i południowy Półwysep Arabski.

## Systematyka

### Etymologia
- Ranetta (Ranella): rodzaj Rana Linnaeus, 1758; łac. przyrostek zdrabniający -etta[14]. Gatunek typowy: Rana arborea Linnaeus, 1758.
- Hyla: w mitologii greckiej Hylas (gr. Ὕλας Hylas) był służącym i kompanem Herkulesa, i został porwany przez zakochane w nim nimfy wodne[2][15].
- Calamita (Calamites): gr. καλαμιτης kalamitēs „gatunek żaby” wspomniany przez Pliniusza[5]. Gatunek typowy: Rana arborea Linnaeus, 1758.
- Hylaria: wariant nazwy rodzajowej Hyla Laurenti, 1768[6]. Nazwa zastępcza dla Hyla.
- Hylanus (Hyleisinus, Hylesinus): wariant nazwy rodzajowej Hyla Laurenti, 1768[7]. Nazwa zastępcza dla Hyla.
- Hyas: w mitologii greckiej Hyas (gr. Ὑας Hyas) był synem Atlasa i Plejone (lub Ajtry), brat Plejad i Hiad[9]. Gatunek typowy: Rana arborea Linnaeus, 1758.
- Dendrohyas: gr. δενδρον dendron „drzewo”; rodzaj Hyas Wagler, 1830[11]. Nazwa zastępcza dla Hyas Wagler, 1830.
- Discodactylus: gr. δισκος diskos „płyta”[16]; δακτυλος daktulos „palec”[17]. Nazwa zastępcza dla Calamita Schneider, 1799.

### Podział systematyczny
Do rodzaju należą następujące gatunki:
- Hyla annectans (Jerdon, 1870)
- Hyla arborea (Linnaeus, 1758) – rzekotka drzewna[18]
- Hyla carthaginiensis Dufresnes, Beddek, Skorinov, Fumagalli, Perrin, Crochet & Litvinchuk, 2019
- Hyla chinensis Günther, 1858
- Hyla felixarabica Gvoždík, Kotlík & Moravec, 2010
- Hyla hallowellii Thompson, 1912
- Hyla intermedia Boulenger, 1882
- Hyla meridionalis Boettger, 1874 – rzekotka śródziemnomorska[18]
- Hyla molleri Bedriaga, 1889
- Hyla orientalis Bedriaga, 1890 – rzekotka wschodnia[19]
- Hyla sanchiangensis Pope, 1929
- Hyla sarda (De Betta, 1853) – rzekotka sardyńska[20]
- Hyla savignyi Audouin, 1827
- Hyla simplex Boettger, 1901
- Hyla tsinlingensis Liu & Hu, 1966
- Hyla zhaopingensis Tang & Zhang, 1984